# Шумерлинське сільське поселення
Шу́мерлинське сільське поселення (рос. Шумерлинское сельское поселение) — муніципальне утворення у складі Шумерлинського району Чувашії, Росія. Адміністративний центр та єдиний населений пункт — присілок Шумерля.

## Населення
Населення — 801 особа (2019, 1037 у 2010, 1054 у 2002).